# Ad ogni costo (singolo)
Ad ogni costo è un singolo di Vasco Rossi, fatto uscire in vista del Tour Europe indoor. È stato trasmesso nelle radio a partire dal 25 settembre 2009 ed è arrivato in prima posizione nella Top Singoli per due settimane.

## Descrizione
Il brano è costruito sulla musica di Creep, singolo del 1992 dei Radiohead. Ha raggiunto subito il primo posto nella classifica dei singoli più scaricati da iTunes. Vasco, nell'intervista a TV7 su Rai Uno dell'11 novembre 2009, ha dichiarato che questa canzone è stata ideata in una decina d'anni. Il cantautore emiliano ha spiegato in molte interviste che ha sottoposto il testo a Thom Yorke che ha subito accettato l'uso del brano. È stata inserita nell'album Tracks 2 - Inediti & rarità, uscito il 27 novembre 2009. A differenza della versione originale, quella di Vasco è il racconto di un amore concluso.

## Video
(Eleonora Abbagnato)
La protagonista del video, uscito il 28 ottobre 2009, è Eleonora Abbagnato, prima ballerina dell'Opéra Garnier di Parigi dal 2001, che è stata seguita sulla scena dal coreografo Davide Bombana.

## Formazione
- Vasco Rossi - voce
- Tony Franklin - basso
- Matt Laug - batteria
- Massimo Varini - chitarra
- Samuele Dessì - chitarra, programmazione suoni, tastiere
- Celso Valli - pianoforte e tastiere
- Valentino Corvino - viola, violino
- Sara Nanni - violoncello

## Classifiche
| Classifica (2009) | Posizione massima |
| ----------------- | ----------------- |
| Italia            | 1                 |